# Cabrach
Cabrach est une localité de Moray, en Écosse.